# さっぽろタパス
さっぽろタパスは、北海道札幌市で2006年から2016年まで行われていたイベントである。

## 概要
毎年9月の第1日曜日を含む日程で5日間程度行われ、札幌市内の個性ある飲食店を気軽に食べて歩き、各店の特色ある「飲みもの＋タパス（つまみ／おやつ）」やランチ、観光・文化施設等を楽しむというイベントである。
タパスとはスペイン語で、「タパtapa」＝「つまみ」のこと。スペイン南部グラナダ県周辺のバルでは飲みものを頼むと、各店で特徴のあるタパ（タパス）が出されることからその名がついた。参加者は事前購入したボノタパスと呼ばれるチケット綴りを1店につき1枚（ランチの場合は2枚）使用し各店オリジナルのタパスメニューを楽しむことができる。「スペインのBARがわかる本」の著者でもあるさっぽろタパス実行委員会委員長・川口剛氏が、札幌のスタイルに合わせた気軽な飲食の習慣を提案したいと始めた。
さっぽろタパスは、コンパクトな中に個性的な飲食店、文化施設、近隣の豊かな自然といった多様性ある魅力が集積している札幌という“街”の魅力を積極的に楽しんでほしいという想いから2006年に開催し、札幌の秋の恒例行事イベントとして定着しつつある。飲食店のジャンルは、フレンチ、イタリアン、スパニッシュ、和食、無国籍、バー、カフェと幅広い。
さっぽろタパス参加店の条件は、同実行委員会の推薦もしくは2009年5月現在約400名登録している同イベントサポーター「タパス・アミーゴス」によるリクエスト上位となる必要があり、希望する店舗がすべて参加できるのではないという点が特徴的である。よってボノタパスを購入するともれなくもらえるタパスBOOK（小冊子）は、口コミによって選ばれたお店が掲載されたガイドブックとしてイベント期間中に留まらず利用しているといった声もある。
また2008年9月にはさっぽろオータムフェスト大通公園6丁目会場に10mスタンディングバーを設置した。ワインと共に並ぶタパスは参加店より考案、提供され日替わりのメニューが並び、連動した企画となっていた。

## これまでの開催
- 開催地：札幌市中央区地下鉄さっぽろ駅～幌平橋駅/円山公園駅～バスセンター前駅、および札幌市電沿線

- 参加費：ボノタパス5片綴り（前売券3,600円／当日券3,800円）・9片綴り（前売券6,200円／当日券6,500円）の2種類。

### 開催実績
- 2006年

開催日時： 2006年9月7日（木）～9月10日（日）14:00～24:00　
参加店数：飲食店79店、観光文化施設2施設
参加者数：約900人（推計）
- 2007年

開催日時： 2007年8月30日（木）～9月2日（日）12:00～24:00
参加店数：飲食店90店、観光文化施設8施設
参加者数：約2,400人（推計）
- 2008年

開催日時： 2008年9月7日（日）～9月11日（木）12:00～24:00　
参加店数：飲食店90店、観光文化施設5施設
参加者数：約2,700人（推計）